# Quérimonia
La Quérimonia (en occitan aranais, era Querimònia) est un ensemble de privilèges concédés au Val d'Aran en 1313, par le roi d'Aragon Jean II, en confirmation des anciens Usages et en échange du paiement d'un impôt. Il a été ensuite à nouveau confirmé par Alphonse IV d'Aragon en 1328, puis Pierre IV d'Aragon et ainsi de suite jusqu'à Ferdinand VII d'Espagne.
Jean II d'Aragon a concédé de nombreux droits et exemptions aux aranais et, en 1389, les Cortes de Monzón déclarèrent la vallée comme une partie constituante de la Catalogne. En 1411, le Syndic du Val d'Aran accepta ce rattachement, qui fut ratifié par les Cortes catalanes.
La vallée perdit alors son indépendance, et constitue aujourd'hui encore un territoire à statut particulier de la Catalogne avec sa langue et ses institutions propres.
Le mot même de Quérimonie est un terme juridique de droit canon, d'origine latine, quelque peu disparu, que l'humoriste érudit François Rollin, dit également "Professeur Rollin", sauve de l'oubli et signale comme une forme de doléance, de requête particulière adressée à un tribunal ecclésiastique, une officialité. Le terme est donc particulièrement adapté, puisque le Val d'Aran relevait à l'époque de l’évêque du Comminges et faisait appel au Roi.
Outre le droit canon, le mot aurait été utilisé notamment par Scarron et Victor Hugo, dans le sens plus général d'une récrémination.

## Contenu
En une vingtaine de chapitres, rédigés en latin, sont traités notamment les points suivants :
- l'usage de la terre
- l'eau
- les forêts
- les biens communaux
- les prérogatives du roi
- les délits
- les notaires, les juges, les officiers royaux (juridiction et salaires)
- la paix avec le comte de Comminges
- le conseil général
- la vallée et la couronne d'Aragon

Au total, la vallée se voyait concéder des droits de pêche, de chasse, de pâturage, d'exploitation forestière, ainsi que de nombreuses franchises vis à du Roi. Une certaine forme d'administration autonome (le conseil général) était consentie, pourvu que soit maintenue au minimum une autorité militaire royale, toutefois limitée. L'ensemble était racheté au Roi pour le prix d'une mesure de blé (Eth galin de blat), preuve qu'il n'attendait pas grand chose en retour de cette vallée pauvre, mais stratégique et fidèle.
Le parchemin est conservé aux archives historiques du val d'Aran. Il a fait l'objet de publications par le conseil général d'Aran.